# Silnice I/61 (Slovensko)
Silnice I/61 je silnice I. třídy na Slovensku v trase hraniční přechod Bratislava/Berg – Bratislava – Senec – Trnava – Piešťany – Trenčín – Považská Bystrica – Bytča – Žilina. Je doprovodnou komunikací slovenské dálnice D1 (původně také D61) v úseku Bratislava–Žilina.
Její celková délka je 191 km a před vybudováním dálnice byla jedním z páteřních slovenských dopravních tahů, kudy vedly evropské silnice E50, E58 (v úsecích) a E75 (téměř v celé délce). Původně končila u Bytče, kde navazovala na silnici I/18, v rámci komplexního přečíslování silnic byla protažena do Žiliny. 

## Historie
Za meziválečné Československé republiky se měnil povrch této silnice z prašného na bezprašný, a to většinou budováním betonové vozovky. V roce 1939 se ukončovaly poslední úseky silnice v okolí obce Ladce. V Bratislavě v té době silnice vedla centrem města (dnešní ul. Štúrova, Špitálska, Krížna, Vajnorská). Na Starém mostě přes Dunaj byl v té době hraniční přechod do Německé říše, protože v roce 1938 Petržalka připadla právě Německu. Zde byla dnešní I/61 součástí říšské silnice č. 8 do Vídně. V roce 1943 byla vybudovaná přeložka silnice mimo centra Nového Města nad Váhem.
Silnice I/61 byla pod tímto číslem zřízena v roce 1946 a původně končila u Bytče křižovatkou se silnicí I/18. V průběhu let byla na silnici vybudována řada obchvatů a přeložek, např. kolem Ivanky, Bernolákova, Cíferu, Trnavy, Drahovců, přeložka Plevník-Drienové – Predmier, ale v mnoha případech silnice zůstala vést skrz sídla, i s vidinou budoucího převedení dopravní zátěže na dálnici.
Dne 1. srpna 2015 byla silnice prodloužena o dosavadní úsek silnice I/18 Bytča – Žilina-estakáda.

## Průběh

### Bratislavský kraj
I/61 začíná na hraničním přechodě Petržalka–Berg s Rakouskem. Před vybudováním nového přechodu v Jarovcích na dálnici D4 to byl jediný velkokapacitní hraniční přechod směrem do Rakouska. Jeho součástí je i velký počet parkovacích míst pro osobní i nákladní automobily. Silnice opouští hraniční prostor a pokračuje na východ a mostem překonává těleso dálnice D2 a pokračuje okolo Pečnianského lesa až k Inchebě, kde se napojuje na dálnici D1. Na petržalské straně Dunaje silnice I/61 kopíruje trasu D1 (a částečně i I/2), jejíž těleso je uložené „uprostřed“ bývalého středového pásu I/61. Silnice společně přecházejí přes Prístavný most a na levém břehu Dunaje se I/61 odpojuje od D1 a na křižovatce Prievozská-Bajkalská se od ní odpojuje i I/63. Dále se I/61 kříží s II/572, opět se kříží s D1. I/61 následně opouští Bratislavu.
Silnice I/61 pokračuje východním až severovýchodním směrem a obchází obce Ivanka pri Dunaji a Bernolákovo. Mezitím se kříží s vícero silnicemi třetí třídy – III/1041, III/1083, III/1048. Ve Velkém Bieli se kříží s III/1062 a následně vchází do Sence, kde se mimoúrovňově kříží se silnicemi I/62 a II/503. Dále následují křižovatky s III/1062, III/1043, III/1040 a III/1049. Za Sencem se kříží s D1, na kterou je vybudovaný zatím jen nájezd (Blatné) směrem na Bratislavu. V budoucnosti se tu plánuje plná mimoúrovňová křižovatka (MÚK). I/61 dále prochází do Blatného, kde se kříží s III/1046 a III/1047 a v Kaplné se silnicemi III/1334 a III/1095. Následuje křižovatka s III/1281 a I/61 přechází do Trnavského kraje.

### Trnavský kraj
V Trnavském kraji se nejdříve I/61 nachází v okrese Trnava, kde se postupně kříží se silnicemi třetí třídy – III/1282, III/1285, III/1289 a III/1286. Potom vchází do Trnavy, kde se kříží s I/51 která pokračuje k rychlostní silnici R1. Po průchodu centrem města se opětovně kříží s I/51 a dále s II/504 a III/1288. Za Trnavou se kříží s III/1337 a přechází do okresu Hlohovec.
V okrese Hlohovec se nejdříve kříží s II/513 a III/1310, mimoúrovňově s D1 na výjezdu Červeník, kde jsou k dispozici pouze výjezdy z D1 a nájezd na ni odtud není možný. Potom se silnice I/61 kříží s III/1319 a III/1267 a následně opouští okres Hlohovec.
V následujícím piešťanském okrese se kříží s III/1260 a v Piešťanech s II/499 a III/1257. Za městem opouští tento okres i kraj.

### Trenčínský kraj
V Trenčínském kraji se I/61 nejdříve kříží s D1 na výjezdu Horná Streda v okrese Nové Mesto nad Váhem. Dále následuje křižovatka s I/54 a II/515 v Novém Meste nad Váhem, s III/1223 a III/1225. Následně silnice přechází do trenčínského okresu.
V okrese Trenčín je nejdříve I/61 neustále kopírující tok Váhu proti směru jeho proudu křížená silnicí I/9, později i III/1225. Silnice vstupuje do Trenčína, kde se postupně križuje s III/1870, dálničním přivaděčem PD 5, III/1871, II/507 a III/1872. V Trenčianské Teplé se kříží s II/516 a přechází do ilavského okresu.
V ilavském okrese silnice pokračuje severovýchodním směrem a postupně se v Dubnici nad Váhom kříží se silnicemi III/1915, III/1910 I/57 a III/1911. Dále následují křižovatky s II/574A, s II/574 v Ilavě, s III/1912 v Košeci, s III/1944 v obci Ladce a mimoúrovňově s D1 na výjezdu Ladce.
V okrese Púchov se kříží s I/49 a I/49A v Púchově s III/1947, III/1948.
Po vstupu do okresu Považská Bystrica se I/61 kříží s D1 v místě MÚK Považská Bystrica – jih. Dále se kříží s III/1965, s II/517 v Považské Bystrici. Na jejím severním konci se nachází MÚK Považská Bystrica – sever, kde se I/61 napojuje na D1. Za městem následují další křižovatky se silnicemi III. třídy, jmenovitě s III/1967, III/1969 a III/1972.

### Žilinský kraj
I/61 prochází přes okres Bytča křižovatkami s III/2004, III/2003 a u Bytči se kříží s I/10 a pokračuje směrem na Hričovské Podhradie. I/61 potom vchází do žilinského okresu. Před vstupem do města Žilina se kříží se silnicemi třetí třídy III/2082, III/2090, III/2099, III/2090 a III/2017. Nakonec silnice vchází do Žiliny, kde končí křižovatkou se silnicí I/60 (žilinský městský okruh).

## Zpoplatnění
Silnice I/61 je v rámci mýtného systému zpoplatněná pro nákladní dopravu. Výjimku tvoří přesuny v rámci obcí a míst. Nejvýznamnější úseky osvobozené od zpoplatnění mýtem jsou:
| Petržalka-Berg - Bratislava-Vajnory | 17 km |
| přejezd městem Trnava               | 7 km  |
| přejezd městem Piešťany             | 4 km  |
| přejezd městem Trenčín              | 6 km  |

## Galerie

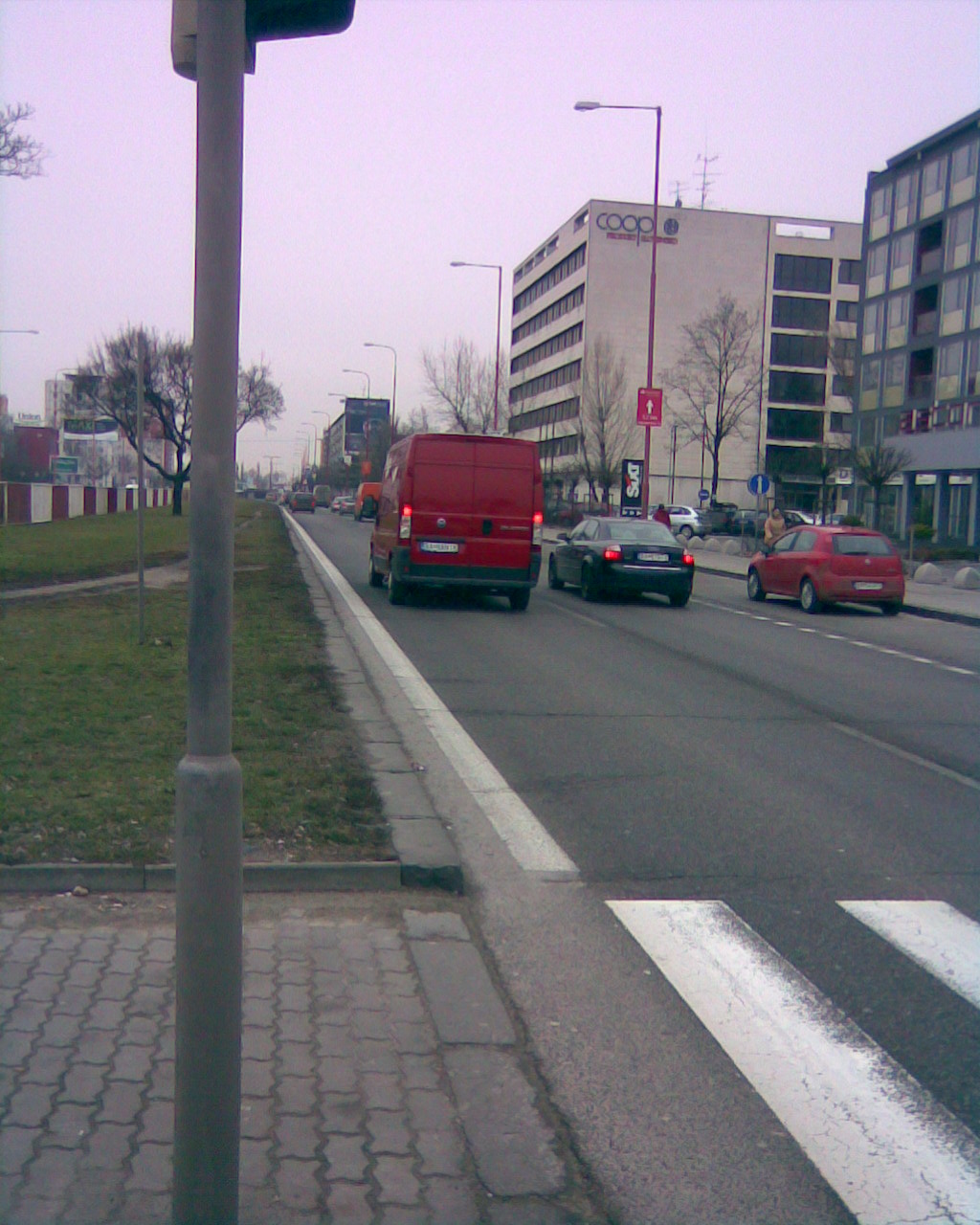
I/61 na Bajkalské ulici (Bratislava) jako součást MO 2
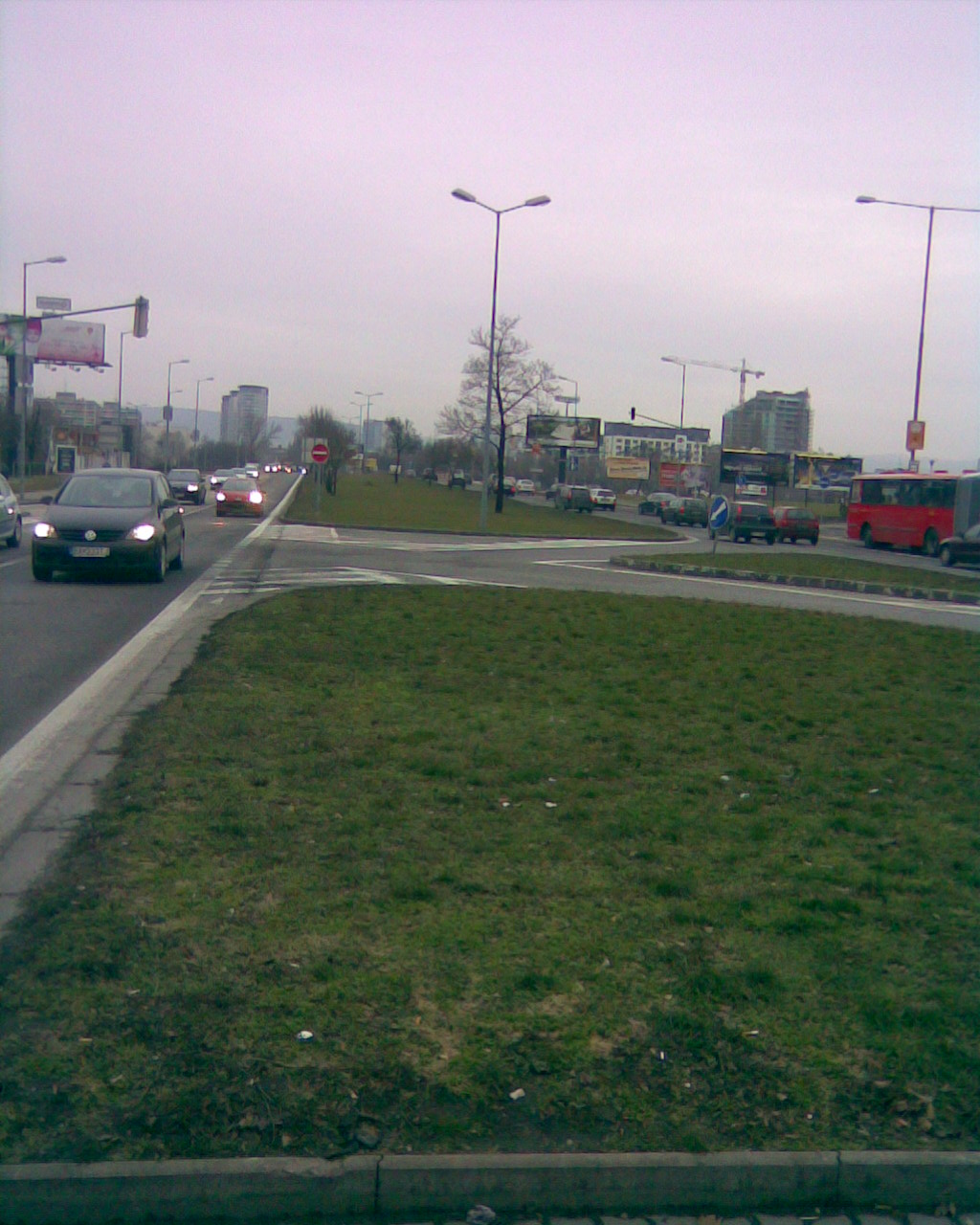
I/61 na Bajkalské ulici (Bratislava) jako součást MO 2
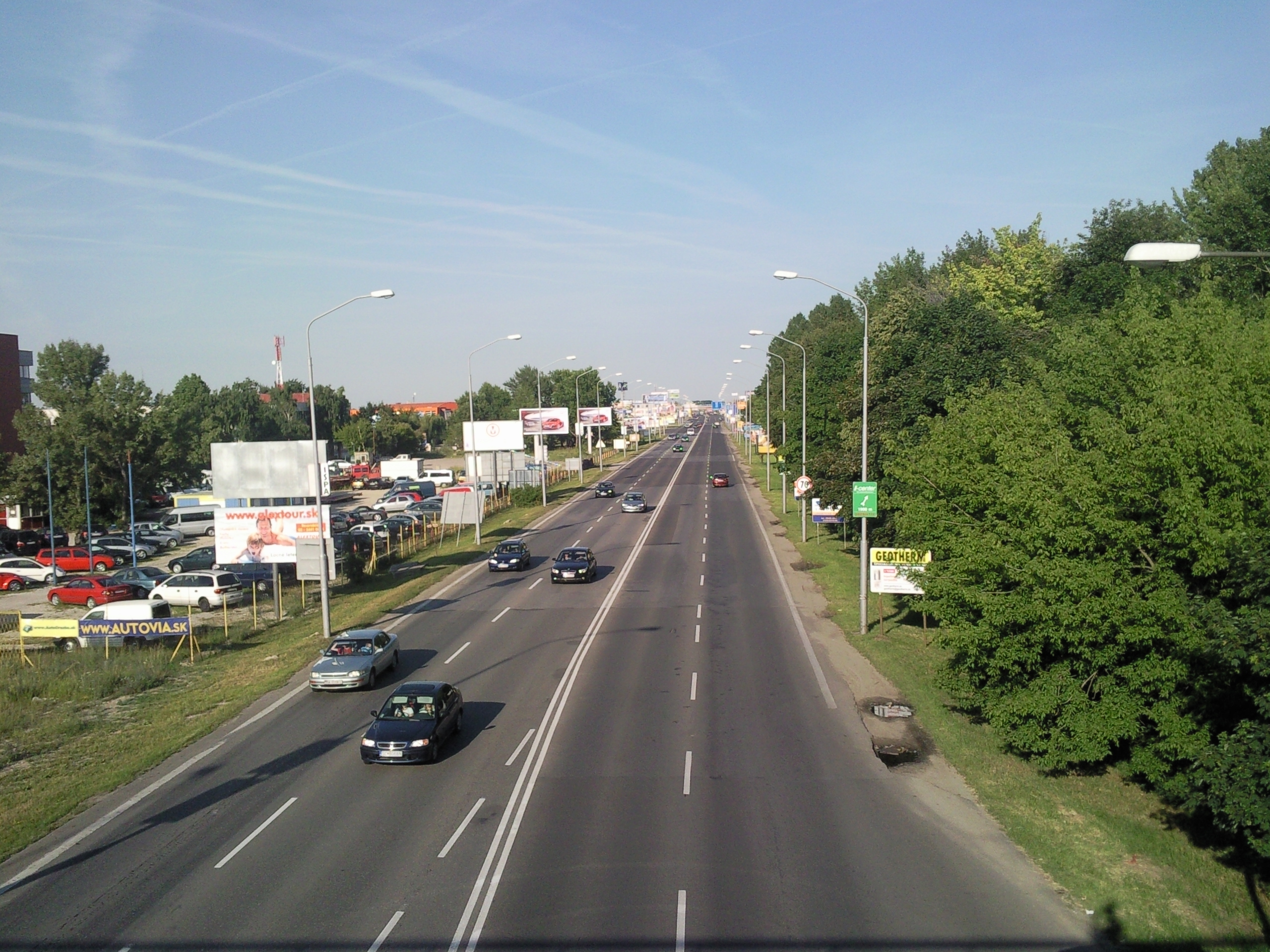
Výpadovka směrem na Senec
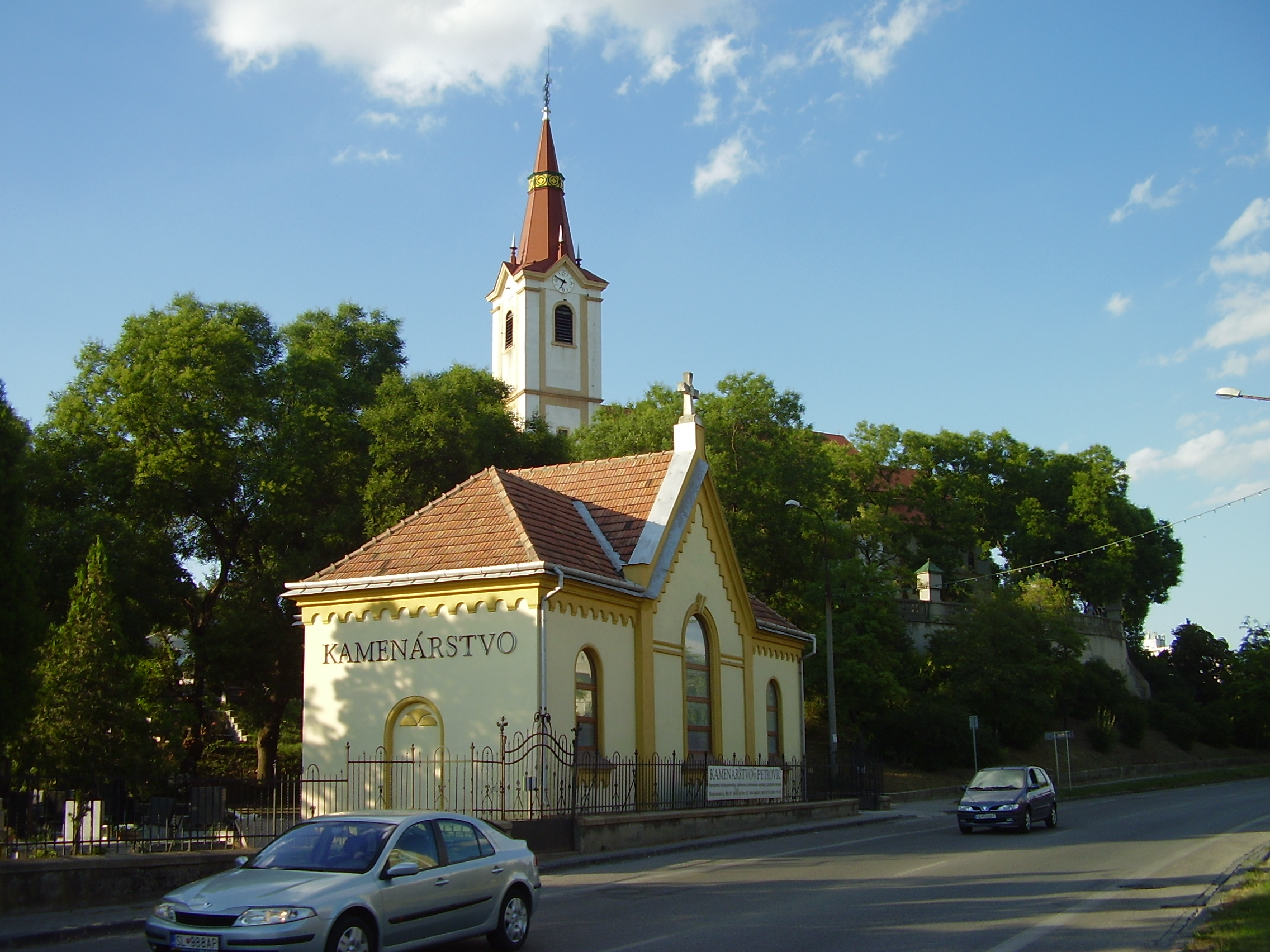
I/61 v Senci
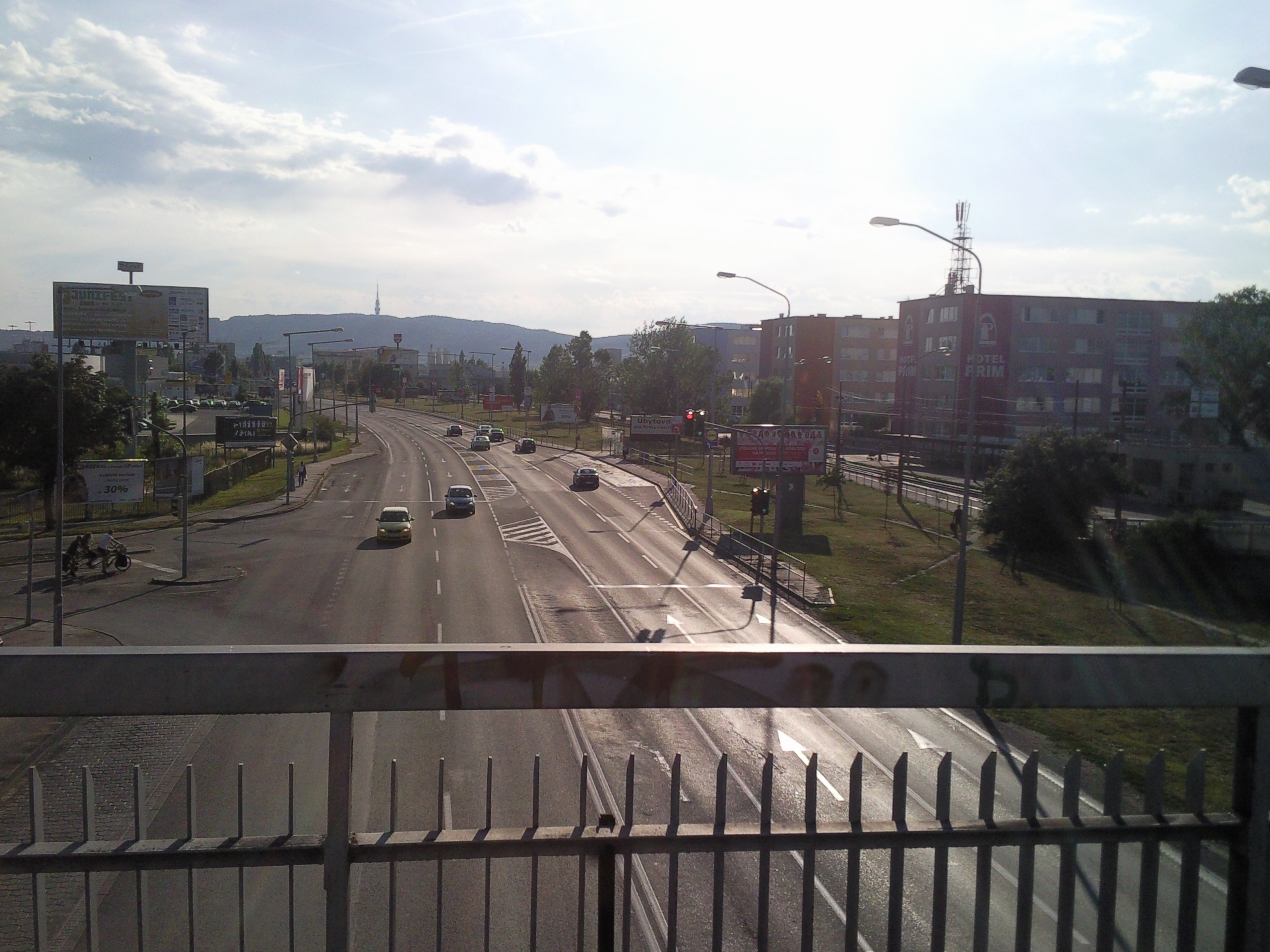
I/61 v Bratislavě – směr centrum
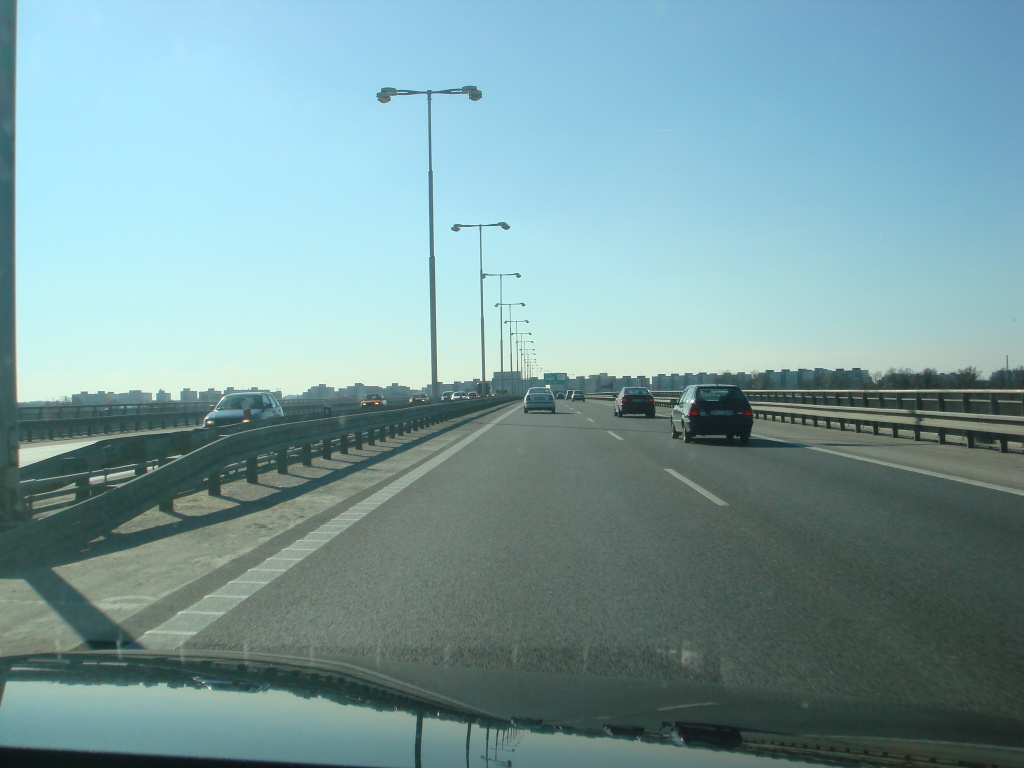
Prístavný most, který je společný pro D1 a I/61